# The Shape of Jazz to Come
| 전문가 평가                         | 전문가 평가 |
| 평가 점수                           | 평가 점수   |
| 출처                                | 점수        |
| ----------------------------------- | ----------- |
| AllMusic                            | [ 3 ]       |
| The Penguin Guide to Jazz           | [ 4 ]       |
| The Rolling Stone Jazz Record Guide | [ 5 ]       |
| Tom Hull                            | A+          |

《The Shape of Jazz to Come》는 미국의 재즈 음악가 오넷 콜먼의 세 번째 음반이다. 1959년 애틀랜틱 레코드에서 발매된 이 음반은 그의 레이블 데뷔이자 자신, 트럼펫 주자 돈 체리, 베이시스트 찰리 헤이든, 드러머 빌리 히긴스를 포함한 작업 콰르텟이 참여한 첫 번째 음반이었다. 이 음반의 녹음 세션은 1959년 5월 22일 캘리포니아주 할리우드의 라디오 레코더에서 열렸다. 콜먼은 처음에 LP의 네 번째 트랙 이후에 음반 제목이 《Focus on Sanity》가 되기를 바랐지만, 애틀랜틱 프로듀서 네수히 에르테군은 소비자들에게 "LP의 독특함에 대한 아이디어"를 줄 것이라고 느끼며 최종 제목을 제안했다.
2012년, 미국 의회도서관은 이 음반을 내셔널 레코딩 레지스트리에 추가했다.  이 음반은 《롤링 스톤》의 역사상 가장 위대한 음반 500장 목록에 포함되었다. 올뮤직은 이 음반을 20개의 필수 프리 재즈 음반 중 하나라고 불렀다. 이 음반은 2015년 그래미 명예의 전당에 헌액되었다.

## 배경
1948년부터 1958년까지 콜먼은 뉴올리언스, 포트워스, 로스앤젤레스를 오가며 다양한 일을 하고 종종 적대감에 부딪히는 그만의 독특한 사운드를 개발했다. 재즈에 대한 그의 독특한 접근법은 처음에 음악을 연주함으로써 생계를 유지하는 것을 어렵게 만들었다. 로스앤젤레스에서 엘리베이터 운전사로 일하는 동안, 그는 음악 이론과 화음을 공부했고 컨트리 블루스와 포크 형태에 대한 독특한 견해를 발전시켰다.
콜먼의 큰 성공은 그가 베이시스트 퍼시 히스와 모던 재즈 콰르텟의 피아니스트 존 루이스의 관심을 끌었을 때 로스앤젤레스에서 이루어졌다. 루이스는 콜먼과 그의 트럼펫 주자 돈 체리에게 1959년 매사추세츠주에 있는 레녹스 재즈 학교(여름 재즈 교육 프로그램)에 다니라고 권유했고, 그곳에서 루이스는 감독을 맡았다. 루이스는 또한 레녹스 재즈 학교에서 수업료를 지불한 애틀랜틱 레코드와 콜먼의 거래를 확보했다. 비록 콜먼과 체리 둘 다 그들의 경력에서 이 시점에 이미 성취되었지만, 루이스는 재즈계 사이에서 화제를 불러일으키기 위해 레녹스 재즈 학교에서의 그들의 출석을 사용하기를 원했다. 그들이 학교에 있는 것은 학생들과 교직원들 사이에 마찰이 없는 것은 아니었지만, 결국 그들이 학교에 다니는 것은 루이스가 성취하기를 바랐던 것을 성취했다. 레녹스 재즈 학교에서 근무한 후, 콜먼은 1959년 캘리포니아 몬테레이 재즈 페스티벌에서 연주하기 위해 루이스에 의해 예약되었다.
이 모든 것들은 콜먼의 경력에서 중추적인 사건들이었고, 콜먼은 1959년 6월 애틀랜틱의 재즈 음반을 다루는 네수히 에르테군에게 종교를 공부하기 위해 음악을 포기하는 것을 고려하고 있다고 제안했다. 콜먼의 잠재력을 확신한 에르테군은 콜먼에게 재고할 것을 촉구했다.

## 곡 목록
모든 곡들은 오넷 콜먼에 의해 작곡하였다.
| #  | 제목             | 재생 시간 |
| -- | ---------------- | --------- |
| 1. | 〈Lonely Woman〉 | 4:59      |
| 2. | 〈Eventually〉   | 4:20      |
| 3. | 〈Peace〉        | 9:04      |

| #  | 제목                | 재생 시간 |
| -- | ------------------- | --------- |
| 1. | 〈Focus on Sanity〉 | 6:50      |
| 2. | 〈Congeniality〉    | 6:41      |
| 3. | 〈Chronology〉      | 6:05      |